# Région métropolitaine de Maceió
La région métropolitaine de Maceió (Região Metropolitana de Maceió en portugais) fut créée en 1998 par la loi n°18 de l'État de l'Alagoas, au Brésil. Elle regroupe 11 municípios regroupées autour de Maceió, sur le littoral de l'État.
La région métropolitaine s'étend sur 1 938 km2 pour une population totale de 1 278 521 habitants en 2006.

## Liste des municipalités
| Région métropolitaine  | Région métropolitaine | Région métropolitaine |
| Ville                  | Population (hab.)     | Superficie (km²)      |
| ---------------------- | --------------------- | --------------------- |
| Maceió                 | 1 062 100             | 511                   |
| Rio Largo              | 68 856                | 309                   |
| Marechal Deodoro       | 44 038                | 363                   |
| Pilar                  | 32 640                | 221                   |
| Satuba                 | 15 045                | 43                    |
| Barra de Santo Antônio | 14 254                | 139                   |
| Messias                | 13 044                | 113                   |
| Paripueira             | 8 890                 | 93                    |
| Barra de São Miguel    | 7 435                 | 77                    |
| Santa Luzia do Norte   | 6 826                 | 29                    |
| Coqueiro Seco          | 5 393                 | 40                    |
| Total                  | 1 278 521             | 1 938                 |